# César/Bestes adaptiertes Drehbuch

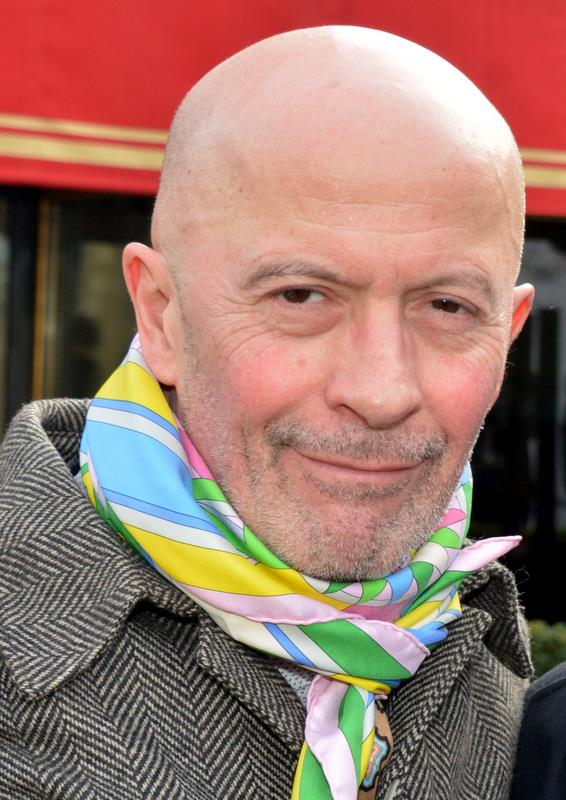
Preisträger 2025: Jacques Audiard für Emilia Pérez

Der César in der Kategorie Bestes adaptiertes Drehbuch (Meilleure adaptation, früher Meilleur scénario adaptation) wird mit Unterbrechungen seit 1983 verliehen. Die Mitglieder der Académie des Arts et Techniques du Cinéma vergeben ihre Auszeichnungen für die besten Filmproduktionen und Filmschaffenden rückwirkend für das vergangene Kinojahr.
Erstmals Gewinner in dieser Kategorie (damalige offizielle Bezeichnung Meilleure adaptation et dialogue) wurden in den Jahren 1983 bis 1985 gekürt, ehe sie ab der Verleihung 2006 unter veränderter Bezeichnung wieder neu eingeführt wurde. In den Jahren 1976 bis 1982 und 1986 bis 2005 waren adaptierte Drehbücher (Filmskripte die auf einem anderen Werk wie z. B. einem Roman, einer Kurzgeschichte oder einem anderen Film basieren) und Original-Filmskripte in der Kategorie Bestes Drehbuch prämiert worden.
Die unten aufgeführten Filme werden mit ihrem deutschen Verleihtitel (sofern vorhanden) angegeben, danach folgt in Klammern in kursiver Schrift der französische Originaltitel. Die Nennung des französischen Originaltitels entfällt, wenn deutscher und französischer Filmtitel identisch sind. Die Gewinner stehen hervorgehoben an erster Stelle.

## 1980er-Jahre
1983
Jean Aurenche, Michel Grisolia und Pierre Granier-Deferre – Stern des Nordens (L’étoile du nord)
- Jean-Claude Carrière – Danton
- Alain Decaux und Robert Hossein – Die Legion der Verdammten (Les misérables)
- Pascal Jardin und Daniel Schmid – Worte kommen meist zu spät (Hécate)

1984
Sébastien Japrisot – Ein mörderischer Sommer (L’été meurtrier)
- Claude Berri – Am Rande der Nacht (Tchao pantin)
- Robert Enrico – Der Schrei nach Leben (Au nom de tous les miens)

1985
Bertrand Tavernier und Colo Tavernier – Ein Sonntag auf dem Lande (Un dimanche à la campagne)
- Dominique Garnier und Andrzej Żuławski – Die öffentliche Frau (La femme publique)
- Françoise Giroud und Francis Girod – Le bon plaisir – Eine politische Liebesaffäre (Le bon plaisir)

## 2000er-Jahre
2006
Jacques Audiard und Tonino Benacquista – Der wilde Schlag meines Herzens (De battre mon cœur sest arrêté)
- Patrice Chéreau und Anne-Louise Trividic – Gabrielle – Liebe meines Lebens (Gabrielle)
- Costa-Gavras und Jean-Claude Grumberg – Die Axt (Le couperet)
- Anne Fontaine und Julien Boivent – Entre ses mains
- Gilles Taurand und Georges-Marc Benamou – Letzte Tage im Elysée (Le promeneur du Champ de Mars)

2007
Pascale Ferran, Roger Bohbot und Pierre Trividic – Lady Chatterley
- Guillaume Canet und Philippe Lefebvre – Kein Sterbenswort (Ne le dis à personne)
- Jean-François Halin und Michel Hazanavicius – OSS 117 – Der Spion, der sich liebte (OSS 117 – Le Caire nid d’espions)
- Philippe Lioret und Olivier Adam – Keine Sorge, mir geht’s gut (Je vais bien, ne t’en fais pas)
- Jean-Michel Ribes – Herzen (Cœurs)

2008
Marjane Satrapi und Vincent Paronnaud – Persepolis (Persépolis)
- Claude Berri – Zusammen ist man weniger allein (Ensemble, c’est tout)
- Christine Carrière – Darling
- Ronald Harwood – Schmetterling und Taucherglocke (La scaphandre et le papillon)
- Claude Miller und Nathalie Carter – Ein Geheimnis (Un secret)

2009
Laurent Cantet, François Bégaudeau und Robin Campillo – Die Klasse (Entre les murs)
- Eric Assous, François d’Épenoux und Jean Becker – Tage oder Stunden (Deux jours à tuer)
- Clémence de Biéville, François Caviglioli und Nathalie Lafaurie – Le crime est notre affaire
- Abdel Raouf Dafri und Jean-François Richet – Public Enemy No. 1 – Mordinstinkt (Mesrine: L’instinct de mort) und Public Enemy No. 1 – Todestrieb (Mesrine: L'ennemi public n°1)
- Christophe Honoré und Gilles Taurand – Das schöne Mädchen (La belle personne)

## 2010er-Jahre
2010
Stéphane Brizé und Florence Vignon – Mademoiselle Chambon
- Anne Fontaine und Camille Fontaine – Coco Chanel – Der Beginn einer Leidenschaft (Coco avant Chanel)
- Philippe Godeau und Agnès de Sacy – Le dernier pour la route
- Alex Révarl und Laurent Herbiet – Vorsicht Sehnsucht (Les herbes folles)
- Laurent Tirard und Grégoire Vigneron – Der kleine Nick (Le petit Nicolas)

2011
Robert Harris und Roman Polanski – Der Ghostwriter (The Ghost Writer)
- Julie Bertuccelli – The Tree (L’arbre)
- Éric Lartigau und Laurent de Bartillat – Nachtblende (L’homme qui voulait vivre sa vie)
- François Ozon – Das Schmuckstück (Potiche)
- Bertrand Tavernier, Jean Cosmos und François-Olivier Rousseau – Die Prinzessin von Montpensier (La princesse de Montpensier)

2012
Roman Polanski und Yasmina Reza – Der Gott des Gemetzels (Carnage)
- David Foenkinos – Nathalie küsst (La délicatesse)
- Vincent Garenq – Haftbefehl – Im Zweifel gegen den Angeklagten (Présumé coupable)
- Olivier Gorce, Roschdy Zem, Rachid Bouchareb und Olivier Lorelle – Omar – Ein Justizskandal (Omar m’a tuer)
- Mathieu Kassovitz, Benoît Jaubert und Pierre Geller – Rebellion (L’ordre et la morale)

2013
Jacques Audiard und Thomas Bidegain – Der Geschmack von Rost und Knochen (De rouille et d’os)
- Lucas Belvaux – 38 témoins
- Matthieu Delaporte und Alexandre de la Patellière – Der Vorname (Le prénom)
- François Ozon – In ihrem Haus (Dans la maison)
- Gilles Taurand und Benoît Jacquot – Leb wohl, meine Königin! (Les adieux à la reine)

2014
Guillaume Gallienne – Maman und ich (Les garçons et Guillaume, à table!)
- Arnaud Desplechin – Jimmy P. – Psychotherapie eines Indianers (Jimmy P. (Psychothérapie d’un Indien des plaines))
- Abdellatif Kechiche und Ghalya Lacroix – Blau ist eine warme Farbe (La vie d’Adèle – Chapitre 1 & 2)
- Roman Polanski und David Ives – Venus im Pelz (La vénus à la fourrure)
- Bertrand Tavernier und Christophe Blain, Antonin Baudry – Wildes Treiben am Quai d’Orsay (Quai d’Orsay)

2015
Cyril Gély und Volker Schlöndorff – Diplomatie
- Mathieu Amalric und Stéphanie Cléau – Das blaue Zimmer (La chambre bleue)
- Sólveig Anspach und Jean-Luc Gaget – Treibsand (Lulu femme nue)
- Lucas Belvaux – Pas son genre
- Cédric Anger – La prochaine fois je viserai le cœur

2016
Philippe Faucon – Fatima
- Samuel Benchetrit – Wir sind alle Astronauten (Asphalte)
- Vincent Garenq und Stéphane Cabel – L’enquête
- Benoît Jacquot und Hélène Zimmer – Tagebuch einer Kammerzofe (Journal d’une femme de chambre)
- David Oelhoffen und Frédéric Tellier – L’affaire SK1

2017
Céline Sciamma – Mein Leben als Zucchini (Ma vie de courgette)
- David Birke – Elle
- Séverine Bosschem und Emmanuelle Bercot – Die Frau aus Brest (La fille de Brest)
- Nicole Garcia und Jacques Fieschi – Die Frau im Mond – Erinnerung an die Liebe (Mal de pierres)
- François Ozon – Frantz
- Katell Quillévéré und Gilles Taurand – Die Lebenden reparieren (Réparer les vivants)

2018
Albert Dupontel und Pierre Lemaitre – Au revoir là-haut
- Xavier Beauvois, Frédérique Moreau und Marie-Julie Maille – Die Wächterinnen (Les gardiennes)
- Éric Barbier und Marie Eynard – Frühes Versprechen (La promesse de l’aube)
- Grand Corps Malade und Fadette Drouard – Lieber leben (Patients)
- Michel Hazanavicius – Le Redoutable (Le redoutable)

2019
Andréa Bescond und Éric Métayer – Les chatouilles
- Jacques Audiard und Thomas Bidegain – The Sisters Brothers
- Catherine Corsini und Laurette Polmanss – An Impossible Love (Un amour impossible)
- Emmanuel Finkiel – Der Schmerz (La douleur)
- Emmanuel Mouret – Der Preis der Versuchung (Mademoiselle de Joncquières)

## 2020er-Jahre
2020
Roman Polanski und Robert Harris – Intrige (J’accuse)
- Jérémy Clapin und Guillaume Laurant – Ich habe meinen Körper verloren (J’ai perdu mon corps)
- Costa-Gavras – Adults in the Room
- Arnaud Desplechin und Léa Mysius – Im Schatten von Roubaix (Roubaix, une lumière)
- Dominik Moll und Gilles Marchand – Die Verschwundene (Seules les bêtes)

2021
Stéphane Demoustier – La fille au bracelet
- Olivier Assayas – Wasp Network
- Eric Barbier – Petit pays
- Hannelore Cayre, Jean-Paul Salomé – Eine Frau mit berauschenden Talenten (La daronne)
- François Ozon – Sommer 85 (Été 85)

2022
Xavier Giannoli und Jacques Fieschi – Verlorene Illusionen (Illusions perdues)
- Yaël Langmann und Yvan Attal – Menschliche Dinge (Les choses humaines)
- Audrey Diwan und Marcia Romano – Das Ereignis (L’événement)
- Céline Sciamma, Léa Mysius und Jacques Audiard – Wo in Paris die Sonne aufgeht (Les Olympiades)
- Mathieu Amalric – Für immer und ewig (Serre moi fort)

2023
Gilles Marchand und Dominik Moll – In der Nacht des 12. (La nuit du 12)
- Michel Hazanavicius – Final Cut of the Dead (Coupez!)
- Thierry de Peretti und Jeanne Aptekman – Enthüllung einer Staatsaffäre (Enquête sur un scandale d’état)

2024
Valérie Donzelli und Audrey Diwan – L’amour et les forêts
- Vanessa Filho – Le consentement
- Catherine Breillat – Im letzten Sommer (L’été dernier)

2025
Jacques Audiard – Emilia Pérez
- Matthieu Delaporte und Alexandre de La Patellière – Der Graf von Monte Christo (Le Comte de Monte-Cristo)
- Michel Hazanavicius und Jean-Claude Grumberg – Das kostbarste aller Güter (La plus précieuse des marchandises)